# Jan-Ove Waldner
Jan-Ove Waldner (Stockholm, 3 oktober 1965) is een voormalig Zweedse tafeltennisser. Kenners beschouwen hem als een van de beste tafeltennissers aller tijden. De rechtshandige shakehand-speler is niet alleen bekend in eigen land, maar ook ongemeen populair in China, het tafeltennisland bij uitstek, waar hij Lao Wa genoemd wordt en verreweg de bekendste Zweed is.
Waldner werd in 2003 opgenomen in de ITTF Hall of Fame.

## Sportieve loopbaan
Waldner kreeg bekendheid in 1982 toen hij als 16-jarige de finale van het Europees kampioenschap haalde. Als jonge speler ging hij op trainingskamp naar China, waar het engagement voor de sport hem sterk zou hebben geïnspireerd.
Hij werd in 1989 en 1997 wereldkampioen en in 1992 olympisch kampioen. Tevens won hij in 1990 de World Cup door in de finale titelverdediger Ma Wenge te verslaan.
In 1991 (het WK wordt om de twee jaar gehouden) verloor hij de finale van landgenoot Jörgen Persson, de man die hij twee jaar daarvoor nog versloeg.
Met Zweden won hij driemaal achter elkaar de landenwedstrijd op het WK, in 1989, 1991 en 1993
In totaal zeven keer won hij de Europese Top-12 (waarmee hij recordhouder is bij de mannen) en in 1996 het Europees kampioenschap enkelspel. Dat was de derde keer dat de Zweed in de enkelspelfinale stond, want in 1982 en 1994 verloor hij deze van achtereenvolgens Mikael Appelgren en Jean-Michel Saive. In die finale van 1996 won hij van zijn landgenoot Jörgen Persson.
Waldner speelde twintig jaar tafeltennis op topniveau, wat lang genoemd mag worden in een sport waarbij coördinatie en snelle reflexen belangrijk zijn.
Op de Olympische Spelen van 2004 wist hij als 38-jarige verschillende jongere concurrenten uit te schakelen en uiteindelijk de vierde plaats te bemachtigen. In 2006 werd hij voor de achtste keer Zweeds kampioen in het enkelspel.
In clubverband speelde Waldner onder meer voor SV Plüderhausen, ATSV Saarbrücken en Fulda Maberzell in de Bundesliga, het hoogste niveau in Duitsland. Met Saarbrücken won hij in 1986 de European Club Cup of Champions.

## Erelijst
Belangrijkste resultaten:
- Olympisch kampioen 1992, verliezend finalist in 2000
- Wereldkampioen enkelspel in 1989 en 1997 (setverhouding 21-0), verliezend finalist in 1987 en 1991
- Wereldkampioen in het landentoernooi 1989, 1991, 1993 en 2000, verliezend finalist in 1983, 1985, 1987 en 1995 (met Zweden)
- Verliezend finalist dubbelspel WK 1997 (met Jörgen Persson)
- Winnaar World Cup 1990, verliezend finalist in 1983 en 1996
- Winnaar WTC-World Team Cup 1990, verliezend finalist in 1991 en 1994 (met Zweden)
- Winnaar Europa Top-12 in 1984, 1986, 1988, 1989, 1993, 1995 en 1996, verliezend finalist in 1987, 1990, 1991 en 1994
- Europees kampioen enkelspel 1996, verliezend finalist in 1982 en 1994
- Europees kampioen dubbelspel 1986 (met Erik Lindh), 1988 (met Mikael Appelgren) en 1996 (met Jörgen Persson), verliezend finalist in 1984 (met Erik Lindh) en 1992 (met Mikael Appelgren)
- Europees kampioen in het landentoernooi 1986, 1988, 1990, 1992, 1996, 2000 en 2002, verliezend finalist in 1994 (met Zweden)
- Winnaar European Club Cup of Champions 1986 (met ATSV Saarbrücken)

ITTF Pro Tour:
Enkelspel:
- Winnaar Joegoslavië Open 1996
- Winnaar Frankrijk Open 1996
- Winnaar Qata Open 1997
- Winnaar Japan Open 1997

Dubbelspel:
- Winnaar Joegoslavië Open 1996 (met Thomas von Scheele)

1988: Yoo Nam-kyu ·
1992: Jan-Ove Waldner ·
1996: Liu Guoliang ·
2000: Kong Linghui ·
2004: Ryu Seung-min ·
2008: Ma Lin ·
2012: Zhang Jike ·
2016: Ma Long ·
2020: Ma Long ·
2024: Fan Zhendong
- Gemeinsame Normdatei: 1154605248
- International Standard Name Identifier: 0000 0001 2379 2053
- Bibliotheek van het Japanse parlement: 00945738
- LIBRIS: 389006
- Système universitaire de documentation: 138954550
- Virtual International Authority File: 173807944
- WorldCat: E39PBJfrPvTkjfMh39F9rD7JXd